# Smith & Wesson Модель 422
Smith & Wesson Модель 422 самозарядний пістолет під набій .22 LR виробництва компанії Smith & Wesson.

## Історія виробництва
Модель 422, яку випускали у період з 1987 по 1996 роки, стала спробою компанії вийти на прибутковий ринок зброї під набій кільцевого запалення. У цей час на цьому ринку домінувала компанія Sturm Ruger з успішними пістолетами серій Mk I та Mk II. Smith & Wesson покинула цей ринок у 1966 році коли прибрала зі свого каталогу пістолет Модель 46.  Вартість пістолета становила приблизно 250 дол. США до припинення виробництва у 1996 році.

## Конструкція
Разом з усіма варіантами, які перелічені нижче, унікальною конструктивною особливістю Моделі 422 був той факт, що ствол знаходився в низькому положенні в рамці трохи вище спускової скоби. Ствол не рухається і зафіксований на рамці. Різьба йшла з заводу, але для кріплення ствола до рами використовували "циліндричну гайку". Цей пістолет можно було легко використовувати з глушником, а також з прицілами.
Затвор в зборі, який становив верхню задню частину пістолета, переміщався як позаду, так і над віссю ствола і мав L-подібну форму.. Поворотна пружина знаходилася в частині над затвором, в якій також знаходився бойок. Над стволом було розташовано великий кожух рами, що надало пістолету приємного вигляду постійної ширини та глибини від спускової скоби до дулового зрізу, крім того він виконував роль масивного блоку для зупинки затвора коли поворотна пружина повертає затвор у бойовий стан. Низьке розташування осі ствола сильно зменшує підкидання ствола при постріл, а також допомагає використовувати глушник, який не перекриває заводські приціли.
Модель 422 була представлена з 12-зарядним знімним коробчастим магазином, але пізніше його випускали з 10-зарядним магазином, через видання у 1992 році заборони на магазини великої місткості у Каліфорнії, де було заборонено продавати зброю з магазинами з місткістю більше за 10 набоїв.

## Варіанти
- S&W 622: Рама та ствол такої самої довжини, як і 422, але у срібному кольорі з затворною рамою з неіржавної сталі.
- S&W 622VR: Схожа на звичайну Модель 622, але має вентильовану планку (ventilated rib (VR)) над стволом. Випускали лише у 1996 році у обмеженій кількості. Деякі вироблені в Хоултоні, штат Мен, мають замість анодованого пофарбований срібний каркас.
- S&W 2205: Варіант з вороненої сталі представлено в 1992 році. Випущено лише 15 одиниць.
- S&W 2206: Рама і затвор з неіржавної сталі. Ця модель значно важча ніж моделі 422 та 622, які мають раму зі сплаву.
- S&W 2213: Короткоствольна версія (3 дюйми) Моделі 622. Рама зі срібного сплаву, а затвор з неіржавної сталі. 8-зарядний коробчастий магазин. Можно також використовувати 10 та 12-зарядні магазини, але вони виступають з руків'я.
- S&W 2214: Короткоствольна версія (3 дюйми) Моделі 422 з рамкою зі сплаву. Рама та затвор з вороненим покриттям. 8-зарядний коробчастий магазин. Можно також використовувати 10 та 12-зарядні магазини, але вони виступають з руків'я.